# کادادورا اوداگامدا
کادادورا اوداگامدا (به لاتین: Kadadora Udagammedda) یک منطقهٔ مسکونی در سری‌لانکا است که در استان مرکزی (سری‌لانکا) واقع شده‌است.